# Schalunen
Schalunen is een plaats en voormalige gemeente in het Zwitserse kanton Bern, en maakt deel uit van het district Bern-Mittelland. Op 1 januari 2014 ging de gemeente op in de gemeente Fraubrunnen.
Schalunen telde 410 inwoners op 31 december 2012.